# Universidade de São Paulo
Universidade de São Paulo (USP) er et anset universitet i São Paulo, Brasilien. Universitetet blev grundlagt i 1934. I 2010 havde det ca. 88.261 studerende.

## Professorer
- Claude Lévi-Strauss
- César Lattes
- Fernand Braudel
- David Bohm
- Jean Dieudonné
- Anatol Rosenfeld
- François Châtelet
- Johann Julius Gottfried Ludwig Frank (1834-1841)
- Emilio Willems
- Gérard Lebrun
- Jean Maugüe
- Jean-Pierre Vernant
- Paul Hugon
- Larry Thompson
- Egon Schaden
- Robert Henri Aubreton
- Henrique Fleming
- Gilles Gaston Granger
- Heinrich Rheinboldt
- Warwick Kerr
- João Cruz Costa
- Paulo C. Chagas
- Herch Moysés Nussenzveig
- Bernardo Kucinski
- Roger Bastide
- Sérgio Buarque de Holanda
- Ada Pellegrini Grinover
- Antonio Candido
- Felix Hegg
- Victor Goldschmidt (Filosof)
- István Jancsó
- Emir Sader
- Ernesto Giesbrecht
- Giorgio Eugenio Oscare Giacaglia
- Martial Guéroult
- Heinrich Hauptman
- Armen Mamigonian
- Ernst Wolfgang Hamburger
- Heinz Dieter Heidemann
- Giuseppe Ungaretti
- Giuseppe Occhialini
- Pierre Monbeig
- Gleb Wataghin
- Alessandro Donati
- Lambert Meyer
- Iacov Hillel
- Jaime Pinsky
- Newton da Costa
- Milton Santos
- Vahan Agopyan
- Luigi Fantappiè
- Mário Schenberg
- Kokei Uehara
- Claus Leon Warschauer
- Aziz Ab'Saber
- Paul Arbousse-Bastide
- Telêmaco de Macedo van Langendonck
- Valdemar Setzer

## Ekstern henvisning
- Wikimedia Commons har flere filer relateret til Universidade de São Paulo
- University of São Paulo websted
- International Office

| Skole | Spire Denne artikel om en skole, en uddannelsesinstitution eller uddannelse er en spire som bør udbygges. Du er velkommen til at hjælpe Wikipedia ved at udvide den. |

23°33′41″S 46°43′51″V / 23.5613991°S 46.7307891°V